# Полярен климат
Регионите с полярен климат се отличават с липсата на топли лета (по-точно няма месец, в който средната температура е 12°C или повече). Региони с полярен климат покриват над 20% от Земята. Слънцето грее 24 часа през лятото и почти никога не свети през зимата (вж. бяла нощ и полярна нощ). За териториите с полярен климат са характерни тундра без дървета, глетчери и постоянна или почти постоянна ледена покривка.
Най- топлият месец там е юли, а най- студеният- декември. 
Количеството на валежите през месец юли е 49 ml на mm².
|  | Тази страница частично или изцяло представлява превод на страницата Polar climate в Уикипедия на английски. Оригиналният текст, както и този превод, са защитени от Лиценза „Криейтив Комънс – Признание – Споделяне на споделеното“, а за съдържание, създадено преди юни 2009 година – от Лиценза за свободна документация на ГНУ. Прегледайте историята на редакциите на оригиналната страница, както и на преводната страница, за да видите списъка на съавторите. ВАЖНО: Този шаблон се отнася единствено до авторските права върху съдържанието на статията. Добавянето му не отменя изискването да се посочват конкретни източници на твърденията, които да бъдат благонадеждни. |

1. ↑  Димитрова, Диана. Полярен климат //  DMD.   05.01.2025г.